# Lugano Rebels 2023
Questa voce raccoglie le informazioni riguardanti i Lugano Rebels nelle competizioni ufficiali della stagione 2023.

## Lega C 2023

### Stagione regolare
| 2 aprile 2023 1ª giornata | Zurich State Spartans | 32 – 14 | Lugano Rebels |  |

| 23 aprile 2023 3ª giornata | Niederbipp Ducks | 21 – 28 | Lugano Rebels |  |

| 7 maggio 2023 5ª giornata | Lugano Rebels | 20 – 27 | Emmen Dragons |  |

| 14 maggio 2023 6ª giornata | Emmen Dragons | - – - (annullata per maltempo) | Lugano Rebels |  |

| 28 maggio 2023 8ª giornata | Lugano Rebels | 14 – 19 | Zurich State Spartans |  |

| 3 giugno 2023 9ª giornata | Glarus Orks | 39 – 0 | Lugano Rebels |  |

| 11 giugno 2023 10ª giornata | Lugano Rebels | 27 – 14 | Niederbipp Ducks |  |

| 18 giugno 2023 11ª giornata | Lugano Rebels | 0 – 45 | Glarus Orks |  |

## Statistiche di squadra
| Competizione      | %Vittorie | In casa | In casa | In casa | In casa | In casa | In casa | In trasferta | In trasferta | In trasferta | In trasferta | In trasferta | In trasferta | Totale | Totale | Totale | Totale | Totale | Totale |
| Competizione      | %Vittorie | G       | V       | N       | P       | Pf      | Ps      | G            | V            | N            | P            | Pf           | Ps           | G      | V      | N      | P      | Pf     | Ps     |
| ----------------- | --------- | ------- | ------- | ------- | ------- | ------- | ------- | ------------ | ------------ | ------------ | ------------ | ------------ | ------------ | ------ | ------ | ------ | ------ | ------ | ------ |
| Stagione regolare | .286      | 4       | 1       | 0       | 3       | 61      | 105     | 3            | 1            | 0            | 2            | 42           | 92           | 7      | 2      | 0      | 5      | 103    | 197    |
| Totale            | .286      | 4       | 1       | 0       | 3       | 61      | 105     | 3            | 1            | 0            | 2            | 42           | 92           | 7      | 2      | 0      | 5      | 103    | 197    |